# 黄缘穴龟
黄缘穴龟（Gopherus flavomarginatus），又名黃緣沙龜、墨西哥哥法象龜或墨西哥地鼠龜，是北美洲的一種龜。牠們是北美洲四種龜中最大型的，龜殼長46厘米。牠們棲息在墨西哥奇瓦瓦沙漠的馬皮米盆地。

## 發現歷史
黄缘穴龟只是於1959年發現。當時一群生物學家在馬皮米盆地工作，發現在一個農場中一群小雞正在一個大龜殼外吃食。這班生物學家查詢該龜殼的來源，當地人表示那是沙漠中的大龜。

## 保育
於1979年，馬皮米盆地設立了一個保護區來保育黄缘穴龟。於1991年發表的研究顯示，1983年時牠們在野外的數量有10000隻。牠們的數量因過度捕獵及寵物貿易而大幅下降。過往40年內所行了多項基建及土地開發，令牠們的數量不斷下降。在其分佈地的中央部份是受到保護的，但北部的數量則很少，估計牠們仍然在此被捕獵。飼養牛隻令大量草地消失亦是其下降的因素。

## 外部連結
- Mexican Bolson Tortoise （页面存档备份，存于）